# Centralna Komisja Republiki Białorusi ds. Wyborów i Prowadzenia Referendów Krajowych
Centralna Komisja Wyborcza (biał.: Цэнтральная камісія па выбарах і правядзеньні рэспубліканскіх рэфэрэндумаў Рэспублікі Беларусь, ros.: Центральная комиссия Республики Беларусь по выборам и проведению республиканских референдумов; pełna nazwa: Centralna Komisja Republiki Białorusi ds. wyborów i prowadzenia krajowych referendów, ze względu na długą nazwę najczęściej podawana w skrócie jako ros. Центральная комиссия lub Центральная комиссия Республики Беларусь) – państwowy organ formalnie mający na celu kontrolę prawidłowości przeprowadzenia wyborów na terenie Białorusi. Na czele Centralnej Komisji Wyborczej stała od 1996 roku Lidzija Jarmoszyna, która 10 kwietnia 2006 r., po kolejnych wyborach, które według m.in. OBWE, licznych organizacji zajmujących się ochroną praw człowieka, państw członkowskich UE i Stanów Zjednoczonych nie spełniały podstawowych kryteriów demokracji (wybory zostały uznane za demokratyczne tylko przez Rosję i obserwatorów WNP), jako protegowana Alaksandra Łukaszenki i w związku z licznymi manipulacjami wyborczymi, wraz z 40 innymi osobami związanymi z reżimem Łukaszenki otrzymała zakaz wjazdu na teren UE, Stanów Zjednoczonych (Specially Designated Nationals and Blocked Persons List) i 8 innych państw. Członek CEC i minister sprawiedliwości Oleg Sliżewski został wpisany na listę sankcji USA w 2007 r.
W 2011 r. Jermoszyna została ponownie usankcjonowana przez UE, po wyborach prezydenckich w 2010 r.. Te europejskie sankcje zostały zniesione w 2016 r.
2 października 2020 r. Unia Europejska nałożyła sankcje na wszystkich 12 członków komisji za naruszenia w sierpniowych wyborach. Jesienią 2020 r. Wielka Brytania, Kanada i Szwajcaria również nałożyły sankcje na wszystkich członków CEC. Stany Zjednoczone nałożyły sankcje na wiceprzewodniczącego CKW Vadzima Ipataua i sekretarz CKW Alenę Dmuchajlę 2 października 2020 r., a 21 czerwca 2021 r. rozszerzyły je na pozostałych członków Komisji. Ponadto 23 grudnia 2020 r. na listę SDN wpisano samą Centralną Komisję Wyborczą.
W marcu 2022 roku nowy szef CKW Ihar Karpenka (nowy szef CKW od 2021 roku) został wpisany na kanadyjską listę sankcyjną. W czerwcu 2022 Karpenka trafił też na czarną listę Unii Europejskiej, niedługo potem Szwajcaria dołączyła do tych sankcji.
W marcu 2023 roku Karpenka i inni członkowie białoruskiej CKW, którzy dołączyli do komisji po 2020 roku, zostali wpisani na listę SDN.
W styczniu 2025 roku Ihar Karpienka został objęty sankcjami przez Wielką Brytanię.

## Źródła zewnętrzne
- oficjalna strona Centralnej Komisji Wyborczej (ros.)